# Liphook
Liphook – wieś w Anglii, w hrabstwie Hampshire, w dystrykcie East Hampshire. Leży 41 km na wschód od miasta Winchester i 68 km na południowy zachód od Londynu.